# Cash chino
El cash (en chino: 方孔錢, pinyin: fāng kǒng qián, que significa literalmente dinero con agujero cuadrado) fue un tipo de moneda utilizada en China y el Sudeste asiático desde el siglo II a. C. hasta el siglo XX.

## Etimología
La palabra "cash" viene del inglés, que a su vez se deriva de la forma tamil, kāsu, una moneda utilizada en el sur de la India. También tiene sus orígenes en el francés medieval caisse.
Existen varias formas utilizadas en chino para referirse a este tipo de monedas, de las que normalmente la más común y representativa es el carácter qián (錢), que significa "dinero".

## Fabricación
Tradicionalmente las monedas chinas se fundían en cobre, latón o hierro. Alrededor de 1800, las monedas se acuñaban con una proporción de tres partes de cobre y dos de plomo. También se acuñaban monedas en plata, pero eran más raras, al igual que en oro.

## Historia
Las primeras monedas del cash derivan los sacos de arroz que pagaban los campesinos al comprar algo. Alrededor del 1200 a. C. se empezaron a utilizar pequeños utensilios como palas, azadas, cuchillos... que se utilizaban para fundirlos y fabricar herramientas reales para el campo. Este tipo de "moneda" empezó a utilizarse como medio de pago en sí mismo.
Las primeras monedas cash tenían forma de navaja, pala y luego de moneda normal redonda.
Tras la unificación de China de Qin Shi Huang, las monedas empezaron a ser circulares, y entre ellas la más común es el tipo circular con un agujero cuadrado en el centro. Este agujero permitía que las monedas estuvieran unidas mediante un cordel o similar y crear denominaciones más altas, ya que la moneda tenía muy poco valor. El número de monedas agrupadas varió durante el tiempo, sin embargo lo normal eran mil piezas. Se suponía que 1000 cash equivalían a un tael de plata pura.
Por influencia, coreanos, japoneses y vietnamitas también acuñaron sus propios cash a finales del segundo milenio a. C. Las últimas monedas acuñadas en cash datan de 1911, poco después de la caída del reinado del Emperador Xuantong. De forma ilegal la moneda siguió circulando en China hasta mediados del siglo XX. El cash vietnamita sin embargo siguió acuñándose hasta 1933.
Las monedas cash se utilizaron en las dinastías : Han, Sui ,Jin , Tang, Song, Yuan, Ming y Qing.
Para los chinos es tradicional llevar en una cuerda de seda roja las monedas cash tradicionales de cobre,es considerado que las monedas traen suerte, y por eso es también llamado las monedas cash como "monedas de la suerte".

## Inscripciones y denominaciones
Las primeras denominaciones estándares de las monedas de cash se basaban en teoría en el peso de la moneda:
- 100 granos de mijo = 1 zhū (銖)
- 24 zhū = 1 tael (liǎng 兩)

Las denominaciones más comunes eran las de ½ tael (bànliǎng 半兩) y 5 zhū (wǔ zhū 五銖). En el año 666 a. C. se introdujo un nuevo sistema de pesos, surgiendo el "mace" (qián) que sustituyó al zhū. 10 mace equivalían a 1 tael. 
La mayoría de las monedas no tenían una denominación específica inscrita, sin embargo llevaban el nombre de la era del emperador reinante y palabras como tōngbǎo (通寶), que significa "dinero general", o zhòngbǎo (重寶), que significa "dinero valioso".
Las monedas de la Dinastía Qing (1644-1911) normalmente tienen el nombre de la era y la palabra tōngbǎo en el reverso, y el nombre de la ceca en la que fueron acuñadas en manchú y chino en el anverso.